# Km 3
km 3 és un barri de la ciutat brasilera de Santa Maria, Rio Grande do Sul. El barri està situat al districte de Sede.

## Villas
El barri amb les següents villas: km 3, Vila Anacleto Corrêa, Vila Bilibiu, Vila Dr. Wautier, Vila Favarin, Vila Palmares.

## Galeria de fotos

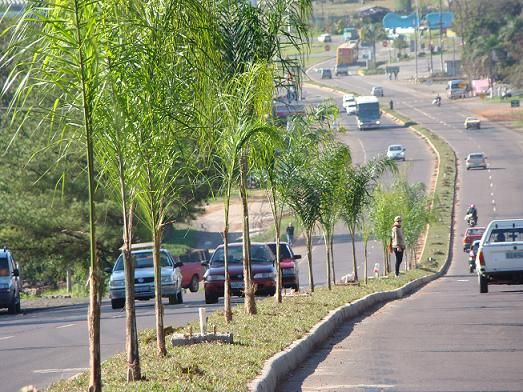

| Campestre do Menino Deus Presidente João Goulart | Campestre do Menino Deus / Itaara / Arroio Grande | Arroio Grande |
| Presidente João Goulart Nossa Senhora das Dores  |                                                   | Arroio Grande |
| Nossa Senhora das Dores Cerrito                  | Cerrito / São José                                | Pé de Plátano |